# NGC 2361
NGC 2361 é uma nebulosa na direção da constelação de Canis Major. O objeto foi descoberto pelo astrônomo Guillaume Bigourdan em 1887, usando um telescópio refrator com abertura de 12 polegadas. 